# Середньовічна Боснія
Боснійська держава, яка розташовувалася на території сучасної Боснії і Герцеговини та сусідніх з нею країн, була утворена в XII столітті. З кінця XII століття набуло поширення богомильство, з якого виросла Боснійська церква. У меншій мірі були поширені католицька і православна церкви. Держава значно розширилася в XIV столітті при Степану Котроманичу і Твртко I, який проголосив себе королем «сербів, Боснії, Помор'я і Західних країн». 1448 року боснійський феодал Степан Вукчич прийняв титул «герцога святого Сави», від чого згодом його володіння (колишня область Хум) отримали назву Герцеговини. Боснія була завойована турками в 1463 році, Герцеговина - в 1482 році.

## Боснійська банат

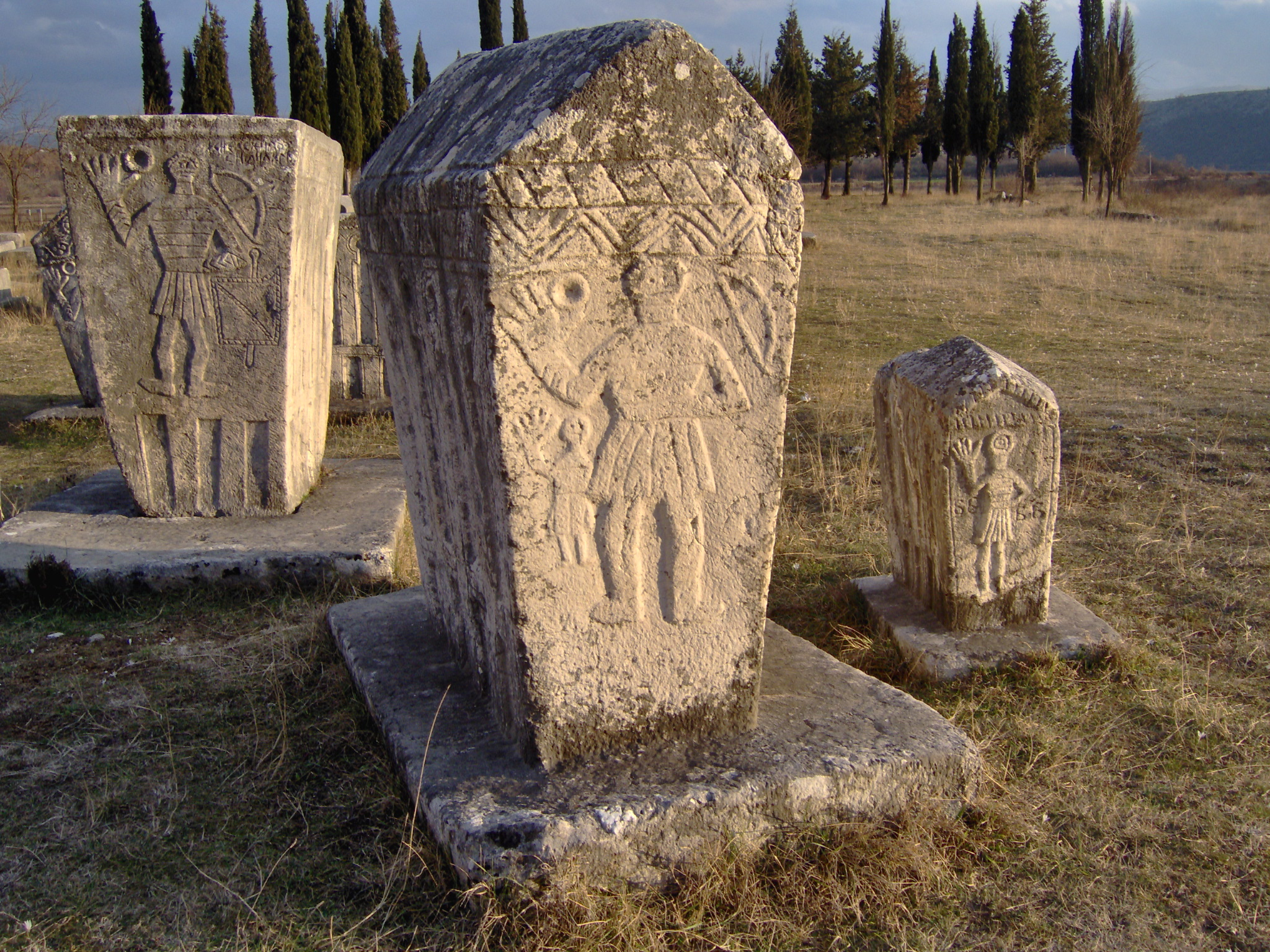
Стечки - надгробки богомилов

Боснія під назвою «Босон» вперше згадується в творі «Про управління імперією», написаному Костянтином Багрянородним близько 950 року. У X столітті письмові джерела зафіксували процес відокремлення Боснії як особливої етнополітичної спільності від інших сербських земель. Боснія, колишня територія сербських склавинів після заселення її сербськими племенами, і спочатку виникла в басейні річок Босна і Врбас, як цілісне державне утворення з'явилося, ймовірно, в X-XI століттях. На чолі цієї держави стояв бан. На початку XII століття Дуклянська держава розпалась, і Боснія здобула самостійність. Після приєднання Хорватського королівства до Угорщини в 1102 році, остання прагнула підкорити поруч розташовану Боснію. У 1150-і роки на чолі боснійського держави був поставлений васал угорського короля - славонський вельможа Борич. Після Візантійсько-угорської війни в 1160-і роки Боснія на 13 років опинилася під Візантією. Зі смертю імператора Мануїла I вона повернулася під владу Угорського королівства. Відтоді і до завоювання країни турками в 1463 році Боснія, в тій чи іншій мірі, залишалася васалом Угорщини. Країна була поділена на області, як і в Сербії, що називалися жупи. Вони очолювалися честніками, які призначалися баном. Вони збирали податки, здійснювали адміністративно-судові і військові функції.
Першою відомою церковною організацією, що діяла на території Боснії з кінця XI століття, була католицька Барська архієпископія. Пізніше Боснія нетривалий час перебувала під управлінням Сплітської митрополії. При цьому Боснія в той період могла перебувати і під східно-християнським впливом. В кінці XII століття боснійський бан Кулин щоб послабити вплив хорвато-угорського духовенства перейшов під управління Дубровницької архієпископії. В цей час в Боснії з'явилися перші єретики, які прийшли з Далмації. Католицька церква підозрювала їх у причетності до патаренства, Кулин був звинувачений в пособництві. У 1203 році посланий до Боснії папський легат взяв письмове зобов'язання з боку Куліна, боснійського духовенства і дубровницького архідиякона слідувати католицизму. У 1220 року православні парафії на території Боснії були оформлені в Дабарську єпархію Святим Савою. У 1232 році для зміцнення вчення католицької церкви місцевого єпископа замінили іноземцем, який був змушений приїхати зі Славонії в 1239 році. На боротьбу з єрессю в Боснію прибули домініканці , а в XIV столітті і францисканці. У 1234 році для боротьби з «єрессю» за призовом пап почалися регулярні походи угорських феодалів в Боснію, які мріяли підкорити собі цю країну, і розоряли її [4]. З боснійської церквою була тісно пов'язана давньобоснійська література.
У 1241 році на боснійську землю ступила орда монголів. У 1235 бан Матвій Нінослав намагався відстояти незалежність країни від Угорщини, однак був змушений визнати себе угорським васалом. Приїзду I теж показав себе як слухняний слуга Угорщини. Такий стан правителя послаблював його владу всередині країни. В середині XIII століття угорці відібрали у боснійців північні області - Солі та Усора. Після ослаблення королівської влади в Угорщині в 1290-х роках там відбулося посилення знаті. Хорватський феодал Павло з роду Шубичів зміг розширити свої володіння, і в 1299 році прийняв титул бана Хорватії, Далмації і пана Боснії. Йому успадковував його брат Младен, який загинув в розбраті з патаренами; після чого влада в Боснії перейшла до Младена II. За чверть століття правління Шубичі постаралися розширити вплив католицизму в Боснії, переслідуючи боснійську церкву, що викликало сильну протидію місцевої знаті. Младен II не втримався в Боснії, і влада знову перейшла до династії Котроманіча. Степан Котроманіч зміг значно зміцнити і розширити свою державу на захід і північ, на Адріатичне узбережжя від Оміш до Дубровника. Сповідуючи католицизм, бан мав добрі стосунки з послідовниками боснійської церкви. При цьому угорський король надавав йому заступництво. Під час негараздів в Сербії він заволодів Хумом. У 1332 року Степан II встановив торгові відносини з Дубровником. Опорою правителя служили боснійські феодали, які в нагороду отримували нові землі і міста і звільнялися від податків.

## Боснійське королівство

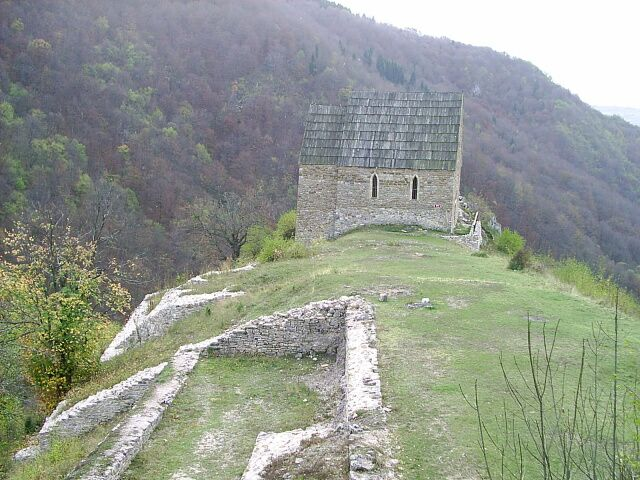
Бобовац, як і більшість інших столиць Боснії, зберігся лише у вигляді руїн

Степан Твртко (правл. 1353-1391) став баном Боснії, коли йому було 15 років. Молодий правитель зіткнувся з опозицією боснійських феодалів. У 1357 році він змушений був помиритися з угорським королем Людовіком Великим , визнавши себе його васалом і поступившись останньому Завршьєм з торгом Дрієва і частина Хуми між річками Цетинє і Неретва. У 1303 році Людовик пішов на Боснію з війною проти єретиків, але зустрів протидію і відступив. У 1373 боснійці заволоділи землями войовничого травунського феодала Миколи Алтомановіча в басейні річок Ліма, Тари і Піви. Незабаром до Боснії відійшли і приморські володіння Миколи. Будучи родичем Неманичів (бабця Степана була дочкою сербського короля Драгутина), після припинення сербської династії 1377 року Твртко I вінчався в сербському монастирі Мілешева біля труни святого Сави як «король сербів, Боснії, Помор'я і Західних країн». Після включення до складу Боснії сербських і хорватських земель на Адріатиці, чому сприяло ослаблення Угорщини, Твртко проголосив себе «королем Сербії, Боснії, Далмації і Примор'я». У 1380-х роках турки зробили перші грабіжницькі походи на Боснію. Восени 1388 року воєвода Влатко Вукович розбив турецьке військо в битві при Білечев Травунія. Усвідомлюючи турецьку загрозу, Твртко уклав союз з сербським князем Лазарем. У 1389 році боснійці брали участь в битві на Косовому полі. Твртко намагався звільнити країну від монополії дубровницьких купців на торгівлю. Для цього він надав підтримку купцям Котора і в 1382 році заснував у Которскій затоці місто Святого Степана для ведення соляної торгівлі. Однак з цього нічого не вийшло: Дубровник і Угорщина перешкодили Боснії вести самостійну торгівлю. Розширення території держави супроводжувалося пожалуванням боснійській знаті нових земель.

## Соціально-економічний розвиток
Боснія протягом своєї історії була державою зі слабкою владою бана і короля, які обиралися на воєводських зборах - верстаті. Правитель спирався на вузьке коло осіб - «поштенну дворщіну». Феодальні відносини в Боснії розвивалися повільно. До кінця XII століття вже сформувалася феодальна власність на землю, селяни виявилися в залежному становищі. Боснійська знать, що складалася з Кнезів, походила з родоплемінної верхівки старійшин. Найбільші феодали складали властелів. Велика власність на землю мала назву «Дідина», «племеніта Баштине», «племенштіна». Пануюча Боснійська церква великої земельної власності не мала, католицька і православна церкви в Боснії великої ролі не грали, тому переважало світське землеволодіння. До кінця XV століття сформувалася ієрархія феодалів: верхню сходинку займали великі воєводи і воєводи, нижню - властелічі, які нерідко були васалами великих воєвод. Феодально-залежні селяни називалися «люди», іноді «кметі» (термін недостатньо ясний). У XIV столітті селяни були прикріплені до землі феодала, втративши право від'їзду. У південній Боснії крім хліборобів проживало багато скотарів-влахів, як і в Сербії, що потрапили у феодальну залежність. Існували також раби-серви, що працювали в основному слугами. До XV століття з Боснії вивозилося велика кількість рабів, більшість з яких були прихильниками єретичної Боснійської церкви.

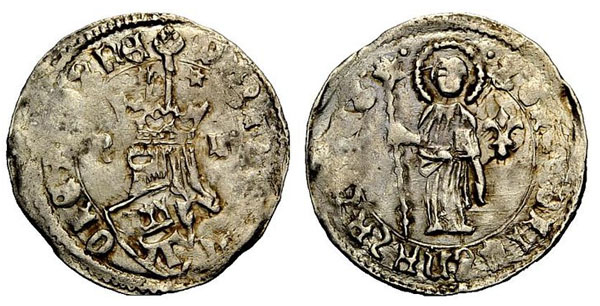
Монети Твртка II

В кінці XIII-XIV столітті почало розвиватися гірнича справа завдяки покладам корисних копалин (срібла, свинцю, золота, заліза, міді, солі) в центральних і північних районах Боснії. Рудники середньовічної Боснії: Остружниця (відомий з 1349 року; на ньому добували срібло і мідь), Сребрениця (відомий з 1352 року; срібло, свинець і мідь), Фойніца (відомий з 1365 року; срібло), Бусовача (згадується лише в 1376 ; залізо), Крешево (відомий з 1381 року; срібло), Олово (відомий з 1382 року; свинець), Дежевіца (відомий з 1403 року; срібло і свинець), Дусино (згадується лише в 1413 і 1442 році; срібло). З них найбільшими були Сребрениця і Фойніца. У XIV столітті правителі Боснії почали карбувати власні монети. Видобуток і торгівля металами сприяла виникненню міст: Олово, Крешево, Остружніца, Дежевіце, Хвойніца. У другій половині XIV століття важливим рудником країни стає Сребрениця («в ньому ж сребродельців безліч»). У XV столітті за володіння Сребреницею Боснія змагалася з Угорщиною і Сербією. Гірнича справа великою мірою перебувало в руках німців, дубровчан та інших чужинців, які сплачували певний відкуп. Серед ремесел отримало розвиток ковальство, вироблення грубого сукна, шкіряне, збройове, ювелірне, швейне, взуттєве виробництво. У першій половині XV століття в Боснію приїхало багато ремісників з Дубровника. Відомі численні колонії дубровницьких ремісників, рудокопів і майстрів: в Сребрениці, Хвойніце, Крешево, Високо. Торговими центрами були міста Борачіо, Зворнік. У торговому відношенні Боснія була пов'язана в першу чергу з Дубровником і іншим Адріатичним узбережжям через долину річки Неретви. Купці з Дубровника отримали право вільної торгівлі на підставі грамоти бана Куліна в 1189 році. Цей договір підтверджувався подальшими правителями країни. У XIV столітті бани укладали аналогічні договори з торговцями зі Спліта, Задара, Трогира, Шибеника. Купці з цих міст привозили в країну вино, рибу, масло, тканини, зброю, папір, вироби з металу і скла; вивозили мед, віск, льон, худобу, шкури та шкіри тварин. Метал вивозився в основному через Дубровник. Через торг Дрієва в долині Неретви йшов основний потік работоргівлі в Середньовічній Боснії.
Торгові шляхи часто проходили берегами річок. Товар, при ввезенні та вивезенні, перевозили караванами на конях. Вози через нестачу доріг практично не використовувалися. Головним торговим шляхом (лат.  Via Narente, via Chelmi), що зв'язує Боснію з морем і Дубровником, була долина Неретви. Каравани рухалися по лівому березі річки і через Коніц потрапляли в Боснію. Іншою важливою дорогою був «дрінський шлях» (лат.  Via Drine, via Bosne). Він вів з Дубровника через Требинє і річку Дрину в східну Боснію. За пересування товару по Боснії стягувалися мита.

## Монастирі та церкви

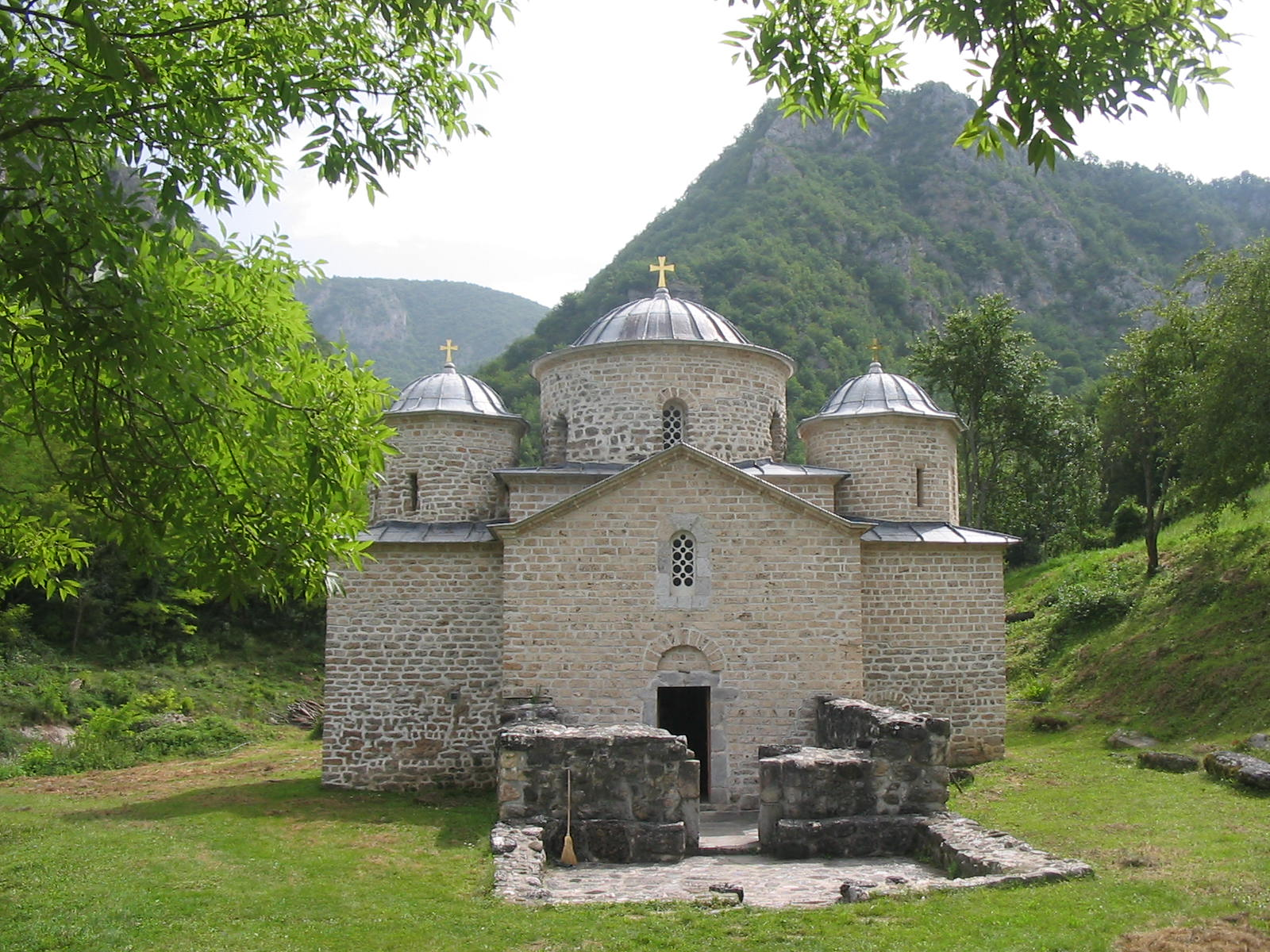
Бродарево - задужбина ченця Давида з роду Неманичей

До завоювання Боснії турками в ній діяли православні монастирі: Папрача, Лімниця, Тавной, Добрун, Бродарево, Озрен, Рмань, Завалу, Косієрово, Мілешева; церкви: в Сребрениці, побудована в 1419 році сербським деспотом Стефаном Лазаровичем, церква Святого Георгія в Сопотніце під Горажде, побудована як задужбину хумского герцога Степана Вукчичв 1454 році, церква святого Петра в Біло-Поле на Лімі, яка була задужбину хумского князя Мирослава, церква святого Петра в Чичево під Требинє.
Домініканці в XIII столітті побудували монастирі в Дубіце і Бихач, кілька церков, в тому числі в жупі Врхбосна - церкви святого Петра в містечку Брдо і святого Степана у Вручи, церква святого Михайла в Ротімле в жупі Лепеніце. Згадується і церква в Сребрениці. Францисканці мали безліч монастирів, в тому числі монастир з церквою святого Миколая в Мілі [bs] , монастирі в гірничорудних районах країни: в Сребрениці, Олово, Крешеве, Фойніце, Зворнику. За деяких даними, католицькі церкви перебували в містах Яйце, Сутьєска, Тузлі, Бихач, Бієліна, Гребене , Теочаке, Гламоч і в інших місцях; монастирі в Любушка, Конице.
Монастирі Боснійської церкви (серб. Хижа), в яких проживало духовенство, існували в центральній Боснії і поруч розташованих районах, однак в Боснії вони до цих пір не знайдені. Ця організація не була державною церквою середньовічної Боснії.

## Адміністративно-територіальний устрій
Територіально-політична організація Боснії в ранньофеодальний період до XII століття включала «землі», жупи, сільські громади і володіння феодалів. «Землі» представляли собою об'єднання, що складаються з 7-12 жуп. До ранньофеодальних «земель» боснійської держави відносилися Боснія, Усора, Солі, Нижній край і Хумська земля. З розвитком феодалізму в XIII-XIV століттях система управління складалася з феодальних областей і володінь, а також жуп і сільських громад. Існували й Катуні [bs] - поселення влахів. У період пізнього феодалізму, який припав на час існування боснійського королівства (1377-1463), держава поділялося на феодальні області, Котари (округи) або пізньофеодальні жупи, володіння феодалів, Вароші, громади гірників, сільські громади і Катуні влахів.
Боснійська держава в X столітті: Боснія - історичне ядро (володіння Котроманіча); Врхбосна - периферія історичного ядра (володіння Павловичів). Для дубровчан поняття «Боснія» в середні віки означало куди меншу область, ніж за часів турків: навіть в XV столітті вони не відносили до Боснії ні західні країни, ні Подриння. За правління Куліна (1180-1204) до складу Боснії увійшла Усора, Солі (володіння Златоносовичів), Нижні краї (володіння Хорватинічів), Загір'я (володіння Санковичів). У XIV столітті за Степана Котроманіча і Твртко I - хорватські землі в басейні річок Врбас, Сани (володіння Бабоничів), Уни, північна Далмація (володіння Шубичів), західні країни (Завршя); сербські землі - Хум разом з Поморськими землями , включаючи Неретвлянську Країну і Конавле, Подриння, Травунія, частина Зети.

## Занепад і турецьке завоювання

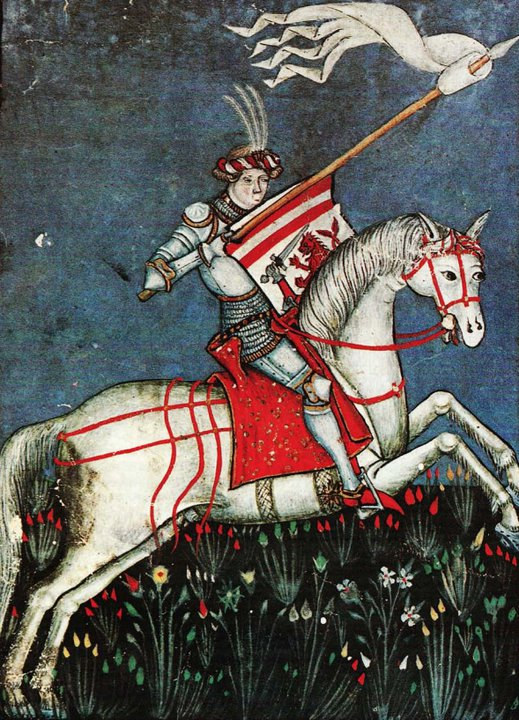
Воєвода Хрвоє, мініатюра XV століття

Після смерті Степана Твртко центральна влада ослабла. Новий король Степан Дабіша виявився слабким як перед Угорщиною, так і перед власними феодалами. В період його правління посилювався вплив боснійських властителів, в тому числі Хорватинічів, що володіли землями на північному заході Боснії, Косачів - володарів земель на півдні країни, і Павловичів, землі яких розташовувалися як у східній Боснії, так і на півдні в Травунії. Дубровник подарував в місті палац воєводі Хрвоє, а «святодмітровскую подать», яка з часів Твртко йшла в скарбницю короля, отримував хумский феодал Сандаль Хранич. Пізніше Сандаль взяв участь у поваленні короля Остоя. У 1408 році угорський король Сигізмунд пішов проти боснійських феодалів з «хрестовим походом», який закінчився винищенням останніх. У 1410 році за владу Угорщини перейшли північні міста Солі та Усора, а Сребрениця відійшла Сербії. У 1420-і роки Боснію роздирали міжусобиці, що підігріваються втручанням з боку угорців і турків. Павловичі і деякі інші феодали під загрозою руйнування були змушені визнати владу турків, які продовжували здійснювати грабіжницькі набіги в Боснію. Під час наступу турки задобрювали пригноблених селян, обіцяючи їм свободу. У 1430-і роки під час внутрішніх чвар було спалено і зруйновано 16 монастирів і церков. Прийшовши до влади Твртко II намагався чинити опір ворожо налаштованим феодалам і туркам, спираючись на Угорщину. Але в підсумку і він визнав себе данником турецького султана. Розраховуючи на допомогу католицької церкви, Твртко II підтримав діяльність францисканців, яка викликала опір прихильників Боснійської церкви. Наступний король Степан Томаш визнав себе данником Угорщини, і, продовжуючи політику свого попередника, вчинив розправи над патаренами. До 1450-х років почалося політичне і економічне володінь сандалі Храніча на півдні країни: земель, відносно пізно увійшли до складу Боснії. Племінник сандалі Степан Вукчич, Вороже налаштований до короля Томашу, перетворив свої володіння в самостійне політичне утворення, що знаходилася в залежності від турків. У 1448 році він прийняв титул «герцога святого Сави» (або воєводи святого Сави), через що згодом його володіння отримали назву Герцеговина.
Останній король Боснії Степан Томашевич (правл. 1461-1463), будучи останнім правителем середньовічної сербської держави (1459), під загрозою турецького вторгнення в Боснію звернувся за допомогою до Риму та Венеції. На верстаті в Яйце, останній столиці середньовічної Боснії, на нього вперше в історії країни була покладена корона, надіслана татом. Степан відмовився платити руйнівну для країни данину султану. У відповідь на це в 1463 року султан Мехмед II зі своєю армією вторгся в Боснію, зайняв Бобовац. Не отримавши підтримки від Риму, Степан втік до міста Ключ, де був схоплений в полон. Віддавши наказ гарнізонах здати міста, Степан Томашевич був страчений під містом Яйце. Боснія, роздирається перш феодальної і релігійної боротьбою, практично без опору здалася на милість переможцю. Після падіння Боснії Венеція 14 червня 1463 року сповістила: «На очах у світу згоріло одне видатне королівство». Турецький похід тривав протягом півтора місяців. Завоювання викликало масовий вихід на землі сусідньої Угорщини. Тільки в Лікської і Крбавскую жупанії після падіння Яйце переселилося 18 000 сербських сімей. Восени 1463 року угорський король Матяш I організував похід і заволодів завойованими турками землями в північній Боснії з містами срібняків і Яйце, які до 1528 року було відвойовані турками. Герцеговина була повністю завойована турками в 1482 році. Звістка про загибель боснійського держави докотилася до Русі, «Російський хронограф» 1512 повідомляв: «раптовий вся в мерзоту запустіння биша, вся прикрості наповнилося, храми разоряхуся і сожігахуся, людие ізгоніми биваху... всієї земля Серп'скіе, еже не по мнозе бисть від безбожних турків ... Сіа убо вся благочестіваа царства - Грецьке і Сербський, Басаньское ... через гріхи наші Божим потуранням безбожно турки попленіша, і в запустіння положиша, і покоріша ...».